# Florian Ceynowa
Florian Stanisław Ceynowa (Sławoszyno, 4 maggio 1817 – Bukowiec, 26 marzo 1881) è stato uno scrittore, linguista e attivista polacco.

## Biografia
Figlio del proprietario terriero Wojciech Ceynowa (spesso erroneamente indicato come fabbro del villaggio di Sławoszyno) e di Magdalena Pienczen, ebbe altri sei fratelli, compreso uno adottivo. Benché le condizioni economiche della famiglia non fossero particolarmente floride, tuttavia Wojciech Ceynowa riuscì a dare un'istruzione superiore ad almeno tre dei suoi figli. Così, dopo la scuola elementare frequentata a Sławoszyno, dove apprese sia il polacco che il tedesco, Florian proseguì gli studi (medie e ginnasio) nella scuola cattolica di Chojnice (1831-1841), seguiti da un anno di filosofia (1842) a Breslavia e da quelli di medicina a partire dal 1843 a Königsberg.
Seguace delle teorie rivoluzionarie di Ludwik Mierosławski, nel febbraio 1846 partecipò al suo tentativo insurrezionale "polacco" nella Prussia occidentale assalendo la guarnigione prussiana di Starogard Gdański, ma i suoi 100 volontari, armati solo di falci, decisero di abbandonare il campo prima ancora che l'attacco fosse concluso. Datosi alla fuga, venne arrestato il successivo 6 marzo a Kartuzy e il 17 novembre 1847 fu condannato a morte nella prigione di Moabit come capo dei rivoltosi. Venne poi graziato dal re di Prussia Federico Guglielmo IV nel 1848, durante la cosiddetta "primavera dei popoli", e rimesso in libertà.
L'11 dicembre 1851 venne proclamato dottore in medicina alla Friedrich-Wilhelm-Universität (oggi Università Humboldt di Berlino) discutendo la tesi De Terrae Pucensis incolarum superstitione in re medica. Accettò poi la proposta di Franciszka Czapski di praticare la medicina nelle sue tenute a Bukowiec, a ovest di Świecie, ma alla fine del 1854, accusato della morte della diciottenne Zofia Czapska, figlia della possidente, gli fu interdetta la professione. Visse in seguito con la rendita dei propri terreni e praticando comunque la medicina illegalmente.

## Il popolo casciubo
Convinto assertore dell'identità dei Casciubi, etnia cui lui stesso apparteneva, studiò e valorizzò la lingua, la cultura e le tradizioni del suo popolo diventando uno dei pionieri del movimento nazionalista casciubo ottocentesco e connotandosi da un lato in termini antitedeschi e antipolacchi e dall'altro in chiave panslavista e filorussa. Già nel 1843 aveva pubblicato il primo testo in casciubo puro ed in tedesco: Die Germanisierung der Kaschuben ("La germanizzazione dei casciubi"). La sua opera più nota è però lo Zarés do grammatikj kasebsko-slovjnskjé mòvé ("Compendio di grammatica della lingua casciubo-slava"), pubblicato a Poznań nel 1879, in cui propose una forma scritta della lingua casciuba da cui si è poi evoluta quella tuttora in uso; ciò contribuì notevolmente a rendere indipendente il casciubo dalla lingua letteraria polacca usata fino allora.

## Pubblicazioni
- (DE)  "Die Germanisierung der Kaschuben", in Jahrbücher für slawische Literatur, Kunst und Wissenschaft, I (1843), pp. 243–247.
- Trze rosprave: przez Stanjisława ; wóros Kile słóv wó Kaszebach e jich zemji przez Wójkasena, Cracovia, Nak. Ksi. i Czcion. pod Sową, 1850 .